# 水木ゆき菜
水木ゆき菜（みずき ゆきな、1986年11月11日 - ）は、日本のモデル、タレント、歯科医師、歯科衛生士である。神奈川県横浜市出身。

## 経歴
父の影響で歯科医を目指し昭和大学歯学部に進学する。同大学4年時にミス昭和コンテストに選ばれる。以後タレント、モデルとして活動する傍ら歯科医師、歯科衛生士としても活躍し父が院長を務めるミズキデンタルクリニックで勤務している。また美人歯科衛生士として人気もありテレビや雑誌に取り上げられたこともある。

## 人物
- 血液型はB型、身長160cm

- 趣味：映画鑑賞、ショッピング、ドライブ
- 座右の銘：一期一会

## 雑誌
- ザ・テレビジョン
- 東京ウォーカー

## テレビ
- 5時に夢中
- ノンストップ!
- ヒルナンデス!
- ウワサのお客さま
- 世界ルーツ探検隊

## 書籍
- 美人女医図鑑
- PINKY(専属モデル)

## スチール
- ファミリーマートPOP

## 賞歴
- 2009ミス昭和コンテスト